# Alter Wasserläufer Teich
Der Alte Wasserläufer Teich ist eine historische Stauanlage bei Clausthal-Zellerfeld. Er wurde im Zusammenhang mit dem Oberharzer Wasserregal von Oberharzer Bergleuten im 16. Jahrhundert angelegt. Wie alle Oberharzer Teiche ist auch der Alte Wasserläufer Teich seit dem Jahr 2010 Bestandteil des UNESCO-Weltkulturerbes Bergwerk Rammelsberg, Altstadt von Goslar und Oberharzer Wasserwirtschaft.

## Lage
Der Teich liegt am südöstlichen Ortsrand der Doppelstadt Clausthal-Zellerfeld. Er ist von einem Bergwiesengelände umgeben und stellt den zweiten Teich einer Kaskade von Teichen im Oberharzer Wasserregal wahr. Unmittelbar oberhalb des Alten Wasserläufer Teiches befindet sich der Johann-Friedricher Teich, unterhalb der Schwarzenbacher Teich, darauf folgen der Sumpfteich sowie der Prinzenteich. Nach weiteren 15 Kilometer Fließweg gelangt das Wasser in die Innerstetalsperre.

## Beschreibung
Das Bauwerk wurde bereits vor 1565 errichtet. Der Name deutet darauf hin, dass der Teich im Zusammenhang mit der Erstellung eines bergmännischen Wasserlaufes erstellt worden ist. Dessen Auslauf wird etwas westlich des rechten Dammendes vermutet. Hier ist ein Bereich eingezäunt, die nahe gelegene Reha-Klinik nutzt die Stelle zur Brauchwassergewinnung für die Parkbewässerung. Eine kleine Halde etwa 150 Meter nordwestlich dieser Stelle könnte auf ein Lichtloch dieses namenlosen Wasserlaufes hinweisen.
Der Staudamm wurde als Erdbauwerk, das heißt mit einer Erd- und Felsschüttung, erstellt. Dieses Dammschüttmaterial wurde örtlich gewonnen und ist von überwiegend steiniger Substanz. Die Dichtung besteht aus Rasensoden und verläuft entlang der wasserseitigen Böschung. Es handelt sich um einen Teich der „Alten Bauart“. 
Als Grundablass dient nach wie vor ein Holzgerenne, welches möglicherweise aus der Bauzeit stammt. Er wird seit den 1970er Jahren hydraulisch von der Dammkrone aus betätigt. Die hydraulische Betätigung wurde zuletzt 1995 erneuert. Die Hochwasserentlastungsanlage befindet sich am südöstlichen Dammende. Sie wurde zuletzt 1998 neu errichtet und besteht aus Stahlbeton, der mit Trockenmauerwerk verblendet worden ist.

## Einzugsgebiet, Wasserwirtschaft
Das 0,70 km² große Einzugsgebiet des Alten Wasserläufer Teiches besteht zum größten Teil aus Wiesenflächen. In der äußersten nördlichen Peripherie des Einzugsgebietes befinden sich Verkehrswege sowie Ränder von Siedlungsflächen. 
Der Teich wurde die längste Zeit über den Oberen Rosenhöfer Fall zur Versorgung der Grube Rosenhof herangezogen. Aufgrund der geringen Wassertiefe und dem niedrigen Fassungsvermögen war sein Beitrag zur Kraftwasserversorgung eher unbedeutend.

## Sonstiges
Fischereitechnisch ist der Teich an einen örtlichen Angelverein verpachtet. Das nährstoffarme Stillgewässer ist mit Forelle, Karpfen, Schleie, Barsch und Zander besetzt. Gastkarten können an mehreren Stellen erworben werden.

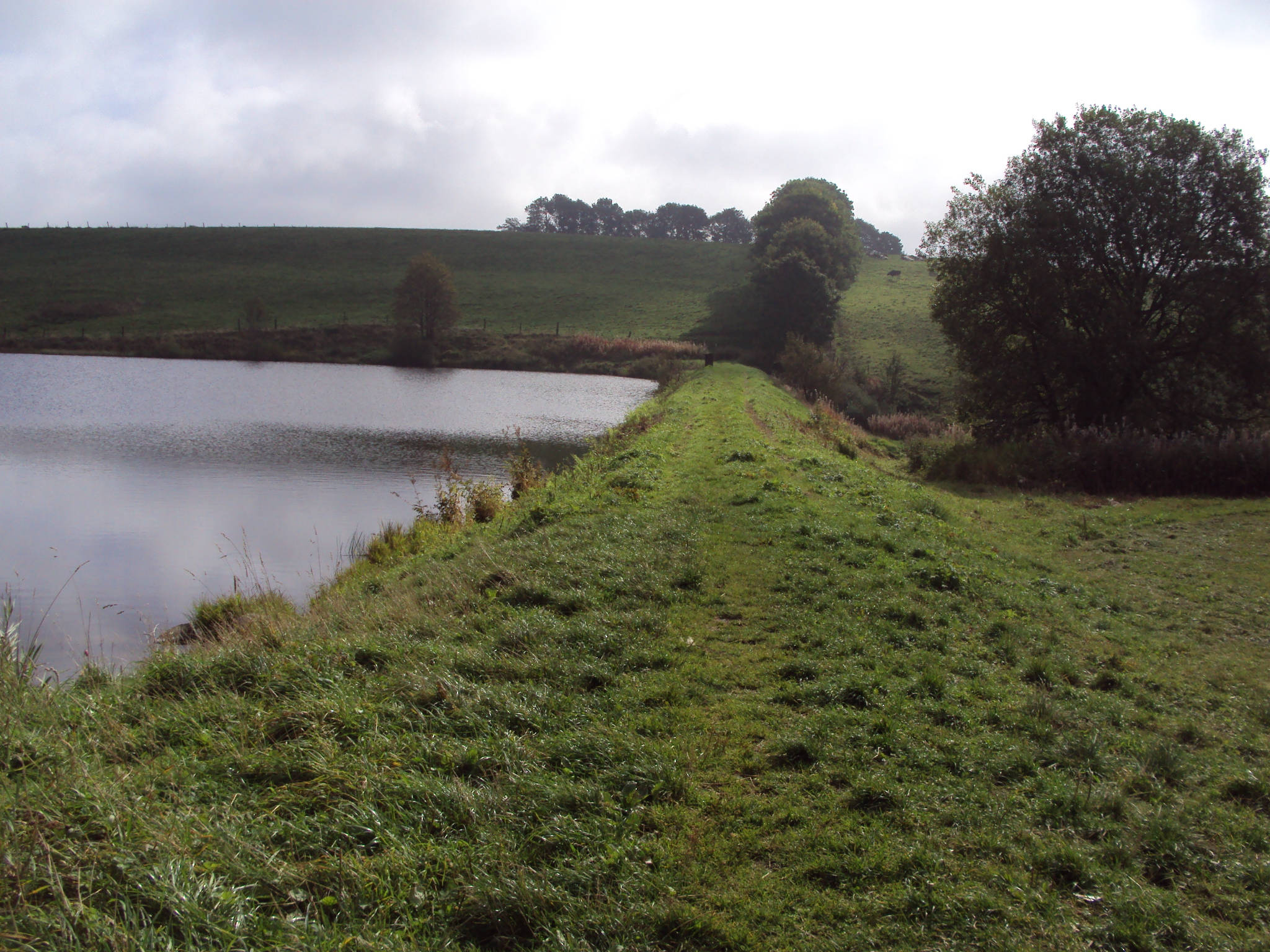
Damm und Wasserfläche
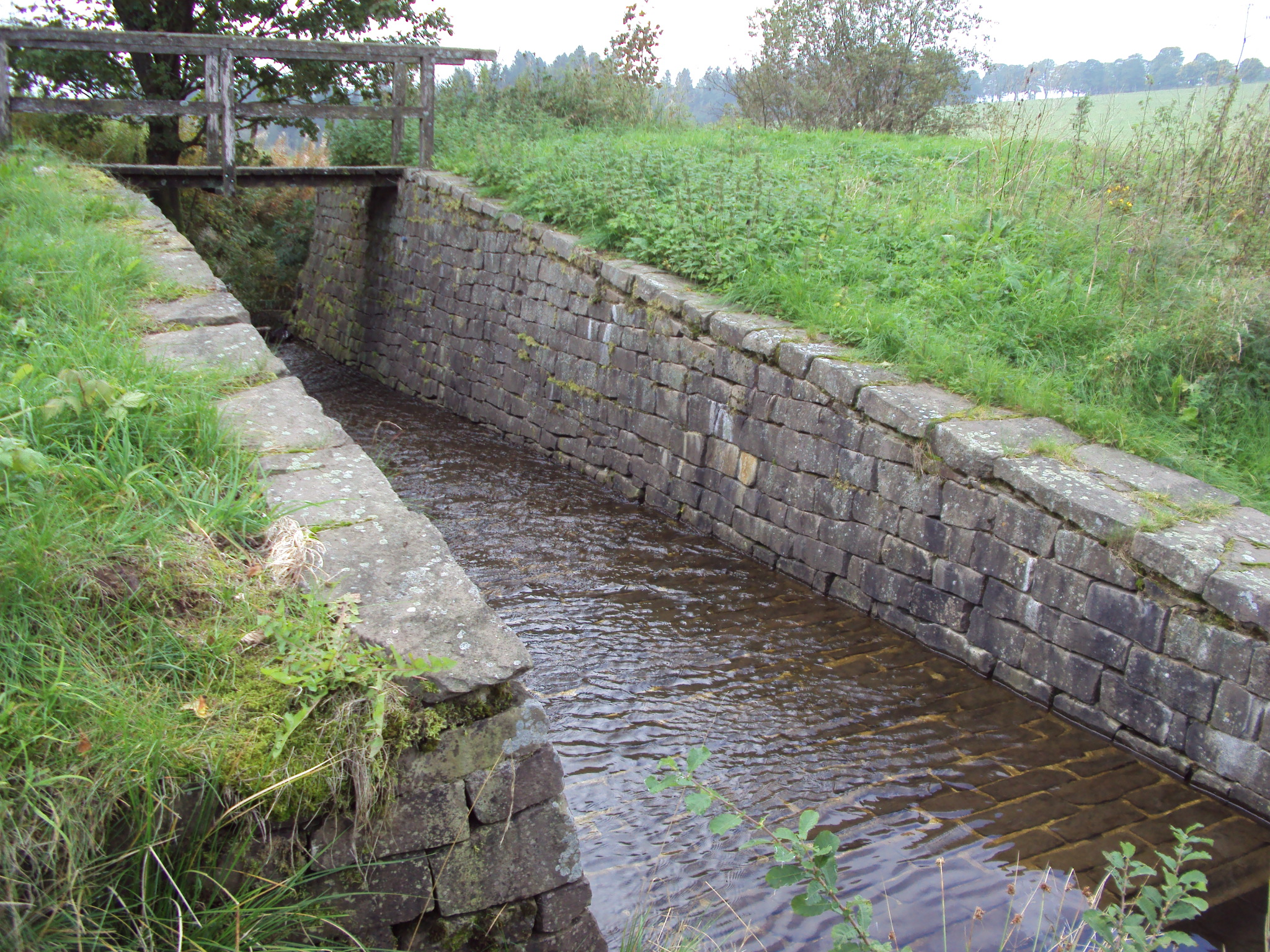
Hochwasserentlastungsanlage